# Philip Kaufman
Philip Kaufman, (Chicago, 23 de mayo de 1936) es un director de cine y guionista estadounidense.

## Biografía
Nació en el seno de una familia judía, su madre se llamaba Elizabeth (Brandau de soltera) y Nathan Kaufman era su padre; siendo por ambos lados nieto de emigrantes judíos alemanes.
Estudió en la Universidad de Chicago y en el Colegio de Abogados de Harvard. Antes de decidirse por el cine, ejerció varios oficios, y tuvo varios empleos. Cuando era muy joven viajó de mochilero por toda Europa, y en uno de esos viajes conoció a Anaïs Nin, autora de The Journal of Love - The unexpurgated Diary of Anaïs Nin 1931-1932, historia que más tarde filmaría como Henry y June.
En su desarrollo artístico, Kaufman optó por la dirección cinematográfica, pero también por la escritura de guiones. En 1964, en colaboración con Benjamin Master, escribió, produjo y realizó Goldstein, ópera prima que mereció el Prix de la Nouvelle Critique en el festival de cine de Cannes. En los años setenta escribió el guion de The Outlaw Josey Wales (1976) e iba a dirigirla, pero finalmente fue reemplazado por Clint Eastwood, quien también la protagonizó. Invasion of the Body Snatchers (La invasión de los ultracuerpos) (1978) fue su primer éxito comercial.
En los años ochenta, con una idea original de su autoría, fue escrito el guion de Raiders of the Lost Ark e Indiana Jones y la última cruzada, filmes pertenecientes a la famosísima saga de las aventuras de Indiana Jones, protagonizada por Harrison Ford, y que en las manos de George Lucas y Steven Spielberg se convirtieron en todo un éxito cinematográfico. En 1988, Kaufman dirigió La insoportable levedad del ser, adaptación de la novela de Milan Kundera, multinominada a varios premios, entre estos el Oscar. Inició la década de los 90 con Henry y June, nominada también a un Óscar. 
Su penúltima cinta es Twisted (2004), protagonizada por Ashley Judd, Samuel L. Jackson y Andy García.

## Filmografía

### Como director
- Una pasión al límite (Hemingway and Gellhorn) (2012)
- Twisted (2004)
- Quills (2000)
- Rising Sun (1993)
- Henry & June (1990)
- The Unbearable Lightness of Being (1988)
- Elegidos para la gloria (The Right Stuff) (1983)
- The Wanderers (1979)
- Invasion of the Body Snatchers (1978)
- The White Dawn (1974)
- The Great Northfield Minnesota Raid (1972)
- Fearless Frank (1967)
- Goldstein (1965)

### Como guionista
- Rising Sun (1993)
- Indiana Jed (1992)
- Henry & June (1990)
- The Unbearable Lightness of Being (1988)
- The Right Stuff (1983)
- Raiders of the Lost Ark (1981)
- The Wanderers (1979)
- The Outlaw Josey Wales (1976)
- The Great Northfield Minnesota Raid (1972)
- Fearless Frank (1967)

### Como productor
- China: The Wild East (1994)
- Howzer (1973)
- Fearless Frank (1967)
- Goldstein (1965)

## Premios y distinciones
Premios Óscar
| Año  | Categoría            | Película                        | Resultado |
| ---- | -------------------- | ------------------------------- | --------- |
| 1989 | Mejor guion adaptado | La insoportable levedad del ser | Nominado  |